# Comuna Nynäshamn
Nynäshamn (Nynäshamns kommun) este o comună din comitatul Stockholms län, Suedia, cu o populație de 26.796 locuitori (2013).

## Geografie

### Zone urbane
Lista celor mai mari zone urbane din comună (anul 2015) conform Biroului Central de Statistică al Suediei:
| Nr | Zona urbană         | Pop.   |
| -- | ------------------- | ------ |
| 1  | Nynäshamn           | 14.532 |
| 2  | Ösmo                | 3.866  |
| 3  | Sorunda             | 1.272  |
| 4  | Segersäng           | 757    |
| 5  | Stora Vika          | 695    |
| 6  | Grödby              | 551    |
| 7  | Lidatorp și Klövsta | 363    |
| 8  | Oxnö și Svärdsö     | 293    |
| 9  | Landfjärden         | 277    |

## Demografie
| \| Evoluția demografică în comuna Nynäshamn, 1970–2015 \| Evoluția demografică în comuna Nynäshamn, 1970–2015 \| Evoluția demografică în comuna Nynäshamn, 1970–2015 \| Evoluția demografică în comuna Nynäshamn, 1970–2015 \| Evoluția demografică în comuna Nynäshamn, 1970–2015 \| \| ----------------------------------------------------------------------------------------------------- \| --------------------------------------------------- \| --------------------------------------------------- \| --------------------------------------------------- \| --------------------------------------------------- \| \| An \| \| \| Locuitori \| \| \| 1970 \| 1970 \| \| 18227 \| 18227 \| \| 1975 \| 1975 \| \| 19100 \| 19100 \| \| 1980 \| 1980 \| \| 20333 \| 20333 \| \| 1985 \| 1985 \| \| 20857 \| 20857 \| \| 1990 \| 1990 \| \| 21992 \| 21992 \| \| 1995 \| 1995 \| \| 22786 \| 22786 \| \| 2000 \| 2000 \| \| 23965 \| 23965 \| \| 2005 \| 2005 \| \| 24648 \| 24648 \| \| 2010 \| 2010 \| \| 26032 \| 26032 \| \| 2015 \| 2015 \| \| 27500 \| 27500 \| \| Sursa: SCB - Statistika Centralbyrån, Folkmängd efter region, civilstånd, ålder och kön. År 1968–2016 \| \| \| \| \| |      |  |           |       |
| Evoluția demografică în comuna Nynäshamn, 1970–2015 |      |  |           |       |
| An |      |  | Locuitori |       |
| 1970 | 1970 |  | 18227     | 18227 |
| 1975 | 1975 |  | 19100     | 19100 |
| 1980 | 1980 |  | 20333     | 20333 |
| 1985 | 1985 |  | 20857     | 20857 |
| 1990 | 1990 |  | 21992     | 21992 |
| 1995 | 1995 |  | 22786     | 22786 |
| 2000 | 2000 |  | 23965     | 23965 |
| 2005 | 2005 |  | 24648     | 24648 |
| 2010 | 2010 |  | 26032     | 26032 |
| 2015 | 2015 |  | 27500     | 27500 |
| Sursa: SCB - Statistika Centralbyrån, Folkmängd efter region, civilstånd, ålder och kön. År 1968–2016 |      |  |           |       |